# 2005년 8월
| 2005년: 1월 · 2월 · 3월 · 4월 · 5월 · 6월 · 7월 · 8월 · 9월 · 10월 · 11월 · 12월 |

| <          | 2005년 8월  | 2005년 8월 | 2005년 8월 | 2005년 8월 | 2005년 8월 | >          |
| 일         | 월          | 화         | 수         | 목         | 금         | 토         |
|            | 1 6.27 정사 | 2 28 무오  | 3 29 기미  | 4 30 경신  | 5 7.1 신유 | 6 2 임술   |
| 7 3 계해   | 8 4 갑자    | 9 5 을축   | 10 6 병인  | 11 7 정묘  | 12 8 무진  | 13 9 기사  |
| 14 10 경오 | 15 11 신미  | 16 12 임신 | 17 13 계유 | 18 14 갑술 | 19 15 을해 | 20 16 병자 |
| 21 17 정축 | 22 18 무인  | 23 19 기묘 | 24 20 경진 | 25 21 신사 | 26 22 임오 | 27 23 계미 |
| 28 24 갑신 | 29 25 을유  | 30 26 병술 | 31 27 정해 |            |            |            |

| 편집하기 |

## 2005년8월 31일
- 이라크 바그다드의 시아파 성지를 방문하던 순례객들이 테러가 일어날 것이라는 소문에 놀라 대피하다가 강 위 다리가 무너지면서 떨어져 600명 이상이 사망했다. 또한 이 사건 직전에 근처에서 박격포 공격으로 7명 이상의 시아파 순례객이 숨졌다.
- 미국 남부 지방에 허리케인 카트리나가 상륙해, 큰 비로 인해 폰차트레인 호수의 제방이 무너졌다. 이로 인해 뉴올리언스 등 인근 도시들이 물에 잠기면서 직접사망자 286명 이상, 간접사망자 712명 이상, 2576명 이상 실종 되었고 커다란 재산피해가 났다. 이 사건의 여파로 국제 원유 가격이 배럴당 70달러를 넘어섰다.

## 2005년8월 30일
- 노무현 대통령은 열린우리당 국회의원들을 청와대로 초청해 만찬을 가졌다. 노무현 대통령은 이 자리에서, 현 정치의 지역구도를 극복하고자 하며, 이를 위해 2선 후퇴나 임기 단축, 한나라당과의 대연정을 계속 추진할 생각이라고 밝혔다.

## 2005년8월 29일
- 1910년 8월 29일 국치일을 기념해 민족문제연구소와 친일사전편찬위원회는 1차로 친일인명사전에 실릴 인물 3090명을 발표했다.

## 2005년8월 26일
- 1961년 시작된 한일 수교회담의 내용이 기록된 외교 문서가 공개됐다. 이 내용에 대해 한국 정부는 지난 한일 협정을 통해 종군 위안부 문제 등 일본의 불법행위에 대한 배상이 이뤄지지 않은 만큼 일본에 법적 책임을 요구하겠다고 밝혔다.
- 1965년 베트남 전쟁 파병과 관련된 외교문서가 공개됐다. 이 내용에 따르면 미국이 베트남 파병을 대가로 한국군에게 지급한 수당은 1969년 말까지 1억 3000만 달러로 1인당 5000달러 수준인 것으로 알려졌다. 또한 이 수당은 모두 참전 군인들에게 지급된 것으로 확인됐다.
- 현정은 현대그룹 회장 및 관계자, 북한 실향민, 기자 등 500명이 개성을 시범으로 관광했다. 이들은 선죽교, 박연폭포 등 개성 인근 관광지를 돌아보고 서울로 돌아왔다.

## 2005년8월 23일
- 최근 대표팀의 성적부진으로 비난을 받아왔던 요하네스 본프레러 대한민국 축구 국가대표팀 감독이 스스로 감독직을 그만두었다.

## 2005년8월 18일
- 노회찬 민주노동당 국회의원이 삼성 그룹으로부터 1996년-1997년 사이에 수백-수천만 원씩 정기적으로 뇌물을 받은 전현직 검찰간부 7명의 실명과, 관련 부분 도청 테이프 녹취록 내용을 공개했다.

## 2005년8월 17일
- 8·15민족대축전에 참가한 북측 대표단이 청와대를 방문해 노무현 대통령과 오찬을 함께했다. 북측 대표단은 이 날 오후 평양으로 되돌아갔다.

## 2005년8월 16일
- 8·15민족대축전의 폐막식이 열렸다. 북측대표단은 입원중인 김대중 전 대통령을 만나, 안부를 묻고 김정일 조선민주주의인민공화국 국방위원장의 방북요청을 전했다. 김대중 전 대통령은 이를 수락했다.

## 2005년8월 15일
- 이스라엘 가자 지구 정착촌에 살고 있는 이스라엘인들에 대한 철수 명령이 내려졌다. (경향신문)
- 8·15민족대축전의 본행사가 오늘 장충체육관에서 열렸다.
- 노무현 대통령은 광복절 경축사를 통해 이념의 대립, 지역 구도, 경제 양극화 등 갈등을 극복해나가야 한다고 밝혔다. (프레시안)
- 일본 정부는 고이즈미 준이치로 총리 명의로 과거 식민지 지배로 아시아 여러 나라에 손해와 고통을 안겨준 점에 대해 반성과 사죄를 표한다고 밝혔다.

```
* 광복 61주년이다.
```

## 2005년8월 14일
- 광복 60주년 기념 8·15민족대축전이 시작되었다. 행사에 참여할 북측 대표단 117명과 남녀 축구선수 65명이 인천공항을 통해 입국했다.
- 민족대축전에 참가한 북측 대표단이 분단 이후 처음으로 서울 동작동의 국립현충원을 찾아 현충탑을 참배했다.

## 2005년8월 12일
- 경기도 화성시에 위치한 미국 공군의 매향리 사격장이 54년 만에 폐쇄됐다. 이 날 미군은 당초 예정되어 있던 마지막 사격 훈련을 취소했다. 사격장 인근 주민들과 시민단체는 이를 축하하는 행사를 열었다.

## 2005년8월 11일
- 박철언 전 의원은 한반도통일문화재단의 보도자료를 통해 1987년 6.29 선언의 진실과 1990년의 3당 합당 등 밝혀지지 않은 내용을 회고록을 통해 공개하겠다고 밝혔다. 이 중에는 김영삼 전 대통령이 3당 합당 전후 시기에 40억원 이상의 정치자금을 받았다는 주장도 포함돼 있어 논란이 되고 있다. (오마이뉴스)

## 2005년8월 10일
- 김대중 전 대통령이 고열과 염증 소견으로 입원했다. 최근 국정원에서 국민의 정부 시절 도청이 있었다고 밝힌 것에 대해 김대중 전 대통령 측이 유감을 표한 가운데 일어난 일이다.
- 육영재단이 기증받은 고 손기정 선생의 1936년 베를린 올림픽 마라톤 금메달이 제대로 보관되지 않아 훼손되었다는 주장이 제기되었다. 현재 육영재단 측은 1993년 이후 이 메달을 공개하지 않고 있는 상태이다.
- 아시아나항공 조종사 노조의 파업에 대해 정부가 긴급조정권을 발동했다.

## 2005년8월 9일
- 우주왕복선 디스커버리호가 임무를 마치고 무사히 지구로 돌아왔다.

## 2005년8월 8일
- 두산산업개발은 증권거래소에 1995년부터 2001년까지 건설공사 매출액을 2,700여억 원 부풀리는 방법으로 분식회계를 했다고 공시했다. (한국일보)
- V4400 소비자의 모임 카페 대표 정주영 씨와 공익제보자와 함께하는 모임 운영자 김승민 씨는 삼성전자를 휴대전화 모델 SPH-V4400의 허위과장 광고를 통한 공정거래법 위반 혐의로 고발했다. 고발한 사람들에 따르면 이들은 삼성전자 관계자들을 만나는 과정에서 협박까지 당한 것으로 알려졌다.

## 2005년8월 7일
- 육자회담 참가국들은 수석대표회의를 열고 육자회담의 휴회를 공식 결정했다.
- 요하네스 본프레러 감독이 이끄는 대한민국 축구 월드컵 대표팀이 일본과의 동아시아연맹축구선수권 마지막 경기에서 1-0으로 패했다. 한국 대표팀은 2무 1패의 성적으로 이번 대회 최하위를 기록했다.

## 2005년8월 5일
- 육영재단의 국토순례 행사에 참여한 대학생 조대장 12명이 기자회견을 가졌다. 이들은 순례행사의 총대장이 참가 여학생 및 조대장들을 성추행했으며, 이로 인해 한 여학생 조대장이 중간에 순례를 그만두었다고 밝혔다. 또한 행사에 참여한 학생들에게 무더위에도 마실 물을 제대로 지급하지 않았으며, 하루 두 끼를 컵라면으로 지급하는 등 아동 학대행위가 있었다고 밝혔다. 이번 행사뿐 아니라 몇 년간 이런 문제가 계속 있어왔다고 밝혔다.
- 국가정보원은 오늘 오전 청사에서 예전 국정원의 도청 실태에 대한 조사 결과와 국민에 대한 사과 성명을 발표했다. 이 내용에 따르면 김대중 대통령 집권시기인 2002년 3월까지 도청이 이뤄졌으며, 휴대폰의 도청도 이뤄졌었음이 드러났다. 이에 대해 김대중 전 대통령 측은 국정원의 도청 사실에 대해 알지 못했다고 주장했다.

## 2005년8월 4일
- 서울대 수의대 황우석, 이병천 교수팀은 개를 세계 처음으로 복제하는 데 성공했다고 밝혔다. 연구팀은 두 마리를 복제하는 데 성공했으며 한 마리는 폐렴으로 죽었다고 밝혔다. 이 날 연구팀은 스나피(Snuppy)로 이름지어진 한 마리의 복제 개를 사진으로 공개했다.
- 경찰은 텔레비전 생방송 중 알몸을 노출한 인디밴드 카우치 멤버 두 명에 대한 수사결과를 발표했다. 이에 따르면, 두 명은 사전에 미리 범행을 공모했으며, 인디밴드 럭스의 리더 역시 범행 계획을 미리 알았던 것으로 조사됐다.

## 2005년8월 3일
- 전라북도 지역에 이틀간 큰 비가 쏟아져 물난리가 일어났다. 이 때문에 이재민이 천여 명이 넘게 발생했고, 10명이 사망하는 등 인명과 재산피해가 잇따랐다.